# Пам'ятник Радянській армії в Софії
Пам'ятник Радянській армії —  пам'ятник у центрі столиці Болгарії Софії, присвячений радянській Червоній армії. Встановлений у 1954 році.
Пам'ятник перебував у аварійному стані і становив небезпеку для пішоходів. 13 грудня 2023 почато демонтаж пам'ятника.